# Gábor Csupó
Gábor Csupó, född 29 september 1952 i Budapest i dåvarande Folkrepubliken Ungern (nuvarande Ungern), är en ungersk-amerikansk animatör, manusförfattare, regissör, producent och grafisk designer. Han är en av grundarna till animationsstudion Klasky Csupo där man har producerat TV-serier som Rugrats, Duckman, Stressed Eric och Aaahh!!! Riktiga Monster.